# 哈氏安冠谷盗
哈氏安冠谷盗（学名：Ancyrona haroldi）是一种隶属于鞘翅目谷盗科冠谷盗亚科的昆虫，分布于中国的广东及日本地区。

## 形态
哈氏安冠谷盗体长约为3.4毫米，较扁平，背面稍微拱起。其体色为棕色，并具有黑色斑纹。体表覆盖着白色和黑色近鳞片状刚毛。头部呈前口式，中等大小，明显窄于前胸。头顶棕褐色，额部呈棕色。额唇基线不可见，唇基顶端平截。触角生于复眼之前的头侧面。触角共有11节，柄节明显膨大，梗节稍膨大；第3至第7节短粗，逐渐变横宽；第8至第10节膨大，向内侧突出，不对称。